# Underbelly – Krieg der Unterwelt
Underbelly – Krieg der Unterwelt (Originaltitel: Underbelly) ist eine dreizehnteilige australische Miniserie, die die realen Ereignisse des von 1995 bis 2004 währenden Bandenkrieges in Melbourne nacherzählt. Sie zeigt die Hauptakteure in der kriminellen Unterwelt von Melbourne, einschließlich der Carlton Crew und deren Rivale, Carl Williams. Die Serie basiert auf dem Buch Leadbelly: Inside Australia’s Underworld der beiden The-Age-Journalisten John Silvester und Andrew Rule.
Die erste Folge wurde am 13. Februar 2008 vom australischen Fernsehsender Nine Network ausgestrahlt. Die deutschsprachige Erstausstrahlung fand am 4. Februar 2009 beim Bezahlfernsehsender FOX statt.
Aufgrund der guten Kritiken und der gewonnenen Preise folgten der Serie in den nachfolgenden vier Jahren drei Prequel-Serien und eine Fernsehfilm-Trilogie.

## Handlung
Underbelly erzählt von den realen Ereignisse des von 1995 bis 2004 währenden Bandenkrieges in Melbourne. In der ersten Folge wird das Verbrechersyndikat der Carlton Crew gegründet, welches aus Alphonse Gangitano, Domenic „Mick“ Gatto, dem Kredithai Mario Condello, dem pensionierten Bankräuber Graham „Munster“ Kinniburgh, den Geschwister Jason und Mark Moran und ihren Vater Lewis besteht. Jason Morans scheinbar harmloser und schwachsinniger Fahrer Carl Williams ist, zusammen mit den zwei Polizisten Steve Owen und Jacqui James, den prominentesten Mitglieder der Task Force Purana, ebenfalls in dem Syndikat verwickelt.
Alphonse Gangitano, der selbsternannten „Schwarze Prinz der Lygon Street“, tötet einen Mann auf einer Party und verletzt mit Jasons Hilfe 13 unschuldige Menschen. Während seines Prozesses wird Gangitano von Jason ermordet, wenngleich der Mord unbemerkt bleibt. Die Brüder Moran kaufen sich eine Tablettenpresse und beschäftigen Carl Williams damit, ihre Drogen zu produzieren. Carl beginnt heimlich, seinen eigenen Vorrat anzusammeln und bildet mit dem Rivalen der Moran Brüder, Tony Mokbel, ein Bündnis. Als Carl von der Polizei geschnappt wird, entdeckt Jason, dass er hintergangen wurde und schießt ihm in den Bauch, bevor er verhaftet werden kann. Mark Moran übernimmt daraufhin den Drogenhandel und verkauft Tony Mokbel an einen korrupten Beamten der Drogenpolizei. Carl tötet mit der Hilfe des Drogendealers Dino Dibra und Mr. L, der ihm ein Alibi gibt, Mark. Lewis Moran engagiert Andrew „Benji“ Veniamin seinen Stiefsohn zu rächen. Benji tötet Dibra und bietet Carl seine Dienste an, woraufhin er sein Leibwächter wird, obwohl Carl schließlich inhaftiert wird. Carls Frau Roberta ist daraufhin gezwungen, das Geschäft weiterzuführen und beginnt dabei eine Affäre mit Benji.
Nachdem Carl aus dem Gefängnis entlassen wird, flüchtet Jason dank seiner besonderen Bewährungsauflagen ins Exil nach London. Morans Rivale, Nik „The Russian“ Radev, wird durch Benji und Mr. T, ein Freund den Carl im Gefängnis kennengelernt hatte, im Auftrag von Carl ermordet. Nach kurzer Zeit kehrt Jason wieder aus dem Exil zurück und hat nur eines im Sinne, nämlich seinen Erzfeind Carl auszuschalten. Der hat zurzeit aber andere Probleme, denn Benji steht unter ständiger Beobachtung der Polizei, woraufhin Carl die beiden Killer Mr. L und Mr. T beauftragt, Jason zu ermorden. Die beiden nehmen dabei keine Rücksicht und richten in einem Stadtpark ein Blutbad an. Carl, der nun zum unangefochtenen König von Melbournes Unterwelt aufgestiegen ist, gibt einen Mord an Willie Thompson in Auftrag, ohne zu wissen, dass er ein Freund von Tony Mokbel ist. Allerdings beschuldigt Tony nun einen weiteren Kleindealer, Michael Marshall, für das Verbrechen und bittet Carl, sich darum zu kümmern. Dieser schickt seine zwei Killer, Mr. L und Mr. T, die Michael auf offener Straße erschießen. Sie werden danach sofort verhaftet, aber die Polizei ist nicht in der Lage, eine Beteiligung Carls an dem Verbrechen zu beweisen.
Nachdem Graham Kinniburgh ermordet wird, stimmt Carl zur Beendigung der Gewalt ein und fragt Benji, ob er Domenic „Mick“ Gatto ermordet. Doch dieser tötet stattdessen Benji und wird danach verhaftet. Ein neuer Schläger, Keith Faure (nicht in der Serie genannt), bietet Carl die Zusammenarbeit an, während sein eigentliches Motiv es ist, Carls Position zu übernehmen. Einige Tage später tötet Keith Lewis Moran in einer überfüllten Bar. Erfüllt von Rache über Benji Tod, seinem Freund, beschließt der verurteilte Mörder Lewis Caine, Mario Condello, den einzigen überlebende Mitglied der Carlton Crew, zu töten. Allerdings wurde Caine von seinen Komplizen hintergangen und wird vorher ermordet. Währenddessen hat Detektiv Owen Condellos Bodyguard „Tibor“ verhaftet und sie kommen überein, dass er als Undercover-Agent arbeitet. In der Zwischen Zeit sagen Carls eingesperrte Mitarbeiter gegen ihn aus. Zum Schluss verhaften die beiden Detektive Owen und James Carl bei einem Barbecue mit der Familie. Ein Voice-over, gesprochen von Detektiv James, zeigt, dass Mick Gatto schließlich für den Mord an Benji freigesprochen und das Mario Condello während seiner Verhandlung wegen versuchten Mordes getötet wird.

### Historische Abweichungen
Obwohl die Serie die realen Ereignisse der Bandenkriege erzählt, gibt es mehrere Ungenauigkeiten. In der siebten Episode ist Paul Kallipolitis in seinem Haus von Andrew Veniamin ermordet worden und in der folgenden Episode wurde Victor Peirce außerhalb seines Hauses ermordet. Als Carl William in der Serie von Moran angeschossen wird, ist ein Strand im Hintergrund erkennbar aber der eigentliche Schuss hat in Broadmeadows, wo man keine Küste sehen kann, stattgefunden. Während sich beide Morde 2002 ereigneten, ist die Zeitleiste in der Serie falsch, da Peirce am 1. Mai, und Kallipolitis am 15. Oktober ermordet wurde.
Die Hinrichtung von Victor Peirce in der achten Episode ist so dargestellt, als sei er in seinem Auto vor seinem Haus ermordet worden, jedoch wurde er tatsächlich gegenüber von einem Supermarkt in der Bay Street in Port Melbourne erschossen. Die Ermordung vom mutmaßlichen Drogendealer Willie Thompson ist in der zehnten Episode so dargestellt, als ob Thompson am helllichten Tag nach dem Verlassen eines Kampfkunst-Studios ermordet worden sei, allerdings wurde auf ihn um 20:30 Uhr in der Waverley Road im Melbourner Vorort Chadstone geschossen.
In allen Episoden ist die Skyline von Melbourne sowie der Eureka Tower zu sehen, der jedoch erst 2006 fertiggestellt wurde.

## Produktion

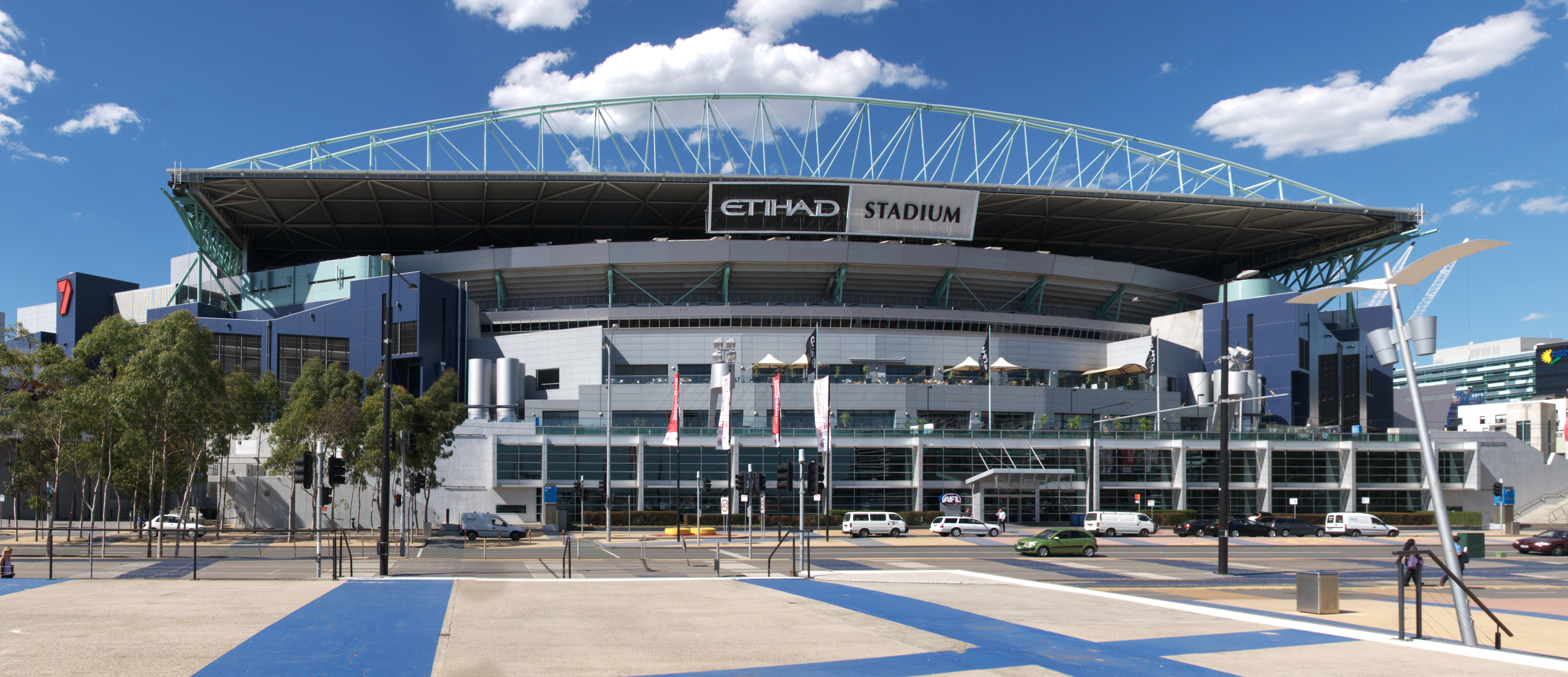
Die Umkleidekabinen des Etihad Stadiums wurde für die Gefängnisszenen benutzt

Die Serie basiert auf dem Buch Leadbelly: Inside Australia’s Underworld von den The Age Journalisten John Silvester und Andrew Rule. Da Nine Network daran interessiert war eine Serie über ein lokales Thema zu produzieren, beschlossen sie in einer Dramaserie die Geschichte der Melbourner Bandenkriege nachzuerzählen. Jo Horsburgh, Chef der Dramaabteilung von Nine Network, erklärte, dass sich der Sender zu „100 Prozent verpflichtet hat, Underbelly auf den kleinen Bildschirm zu bringen“. Des Monaghan, Executive Producer von Screentime, bezeichnete die Serie als „eine der spannendsten und anspruchsvollsten Dramaserie, die je in Australien gedreht wurde“. Die Arbeiten am Drehbuch begannen im Juni 2006 und dauerten 12 Monate.
Die Serie wurde in Melbourne und rund um die Stadt an den Stellen, an denen die realen Ereignisse stattgefunden haben, gedreht. Die Dreharbeiten dauerten 82 Tage, vom 2. Juli bis zum 19. Oktober 2007. Teile der Serie wurden in den Stadtteilen Essendon und Docklands gedreht. Viele Szenen, die im Stadtteil Carlton spielen, wurden im Norden von Melbourne, hauptsächlich um die Errol Street, gedreht. Für die Gefängnisszenen wurden die Umkleidekabinen des Etihad Stadiums benutzt.

### Promotion

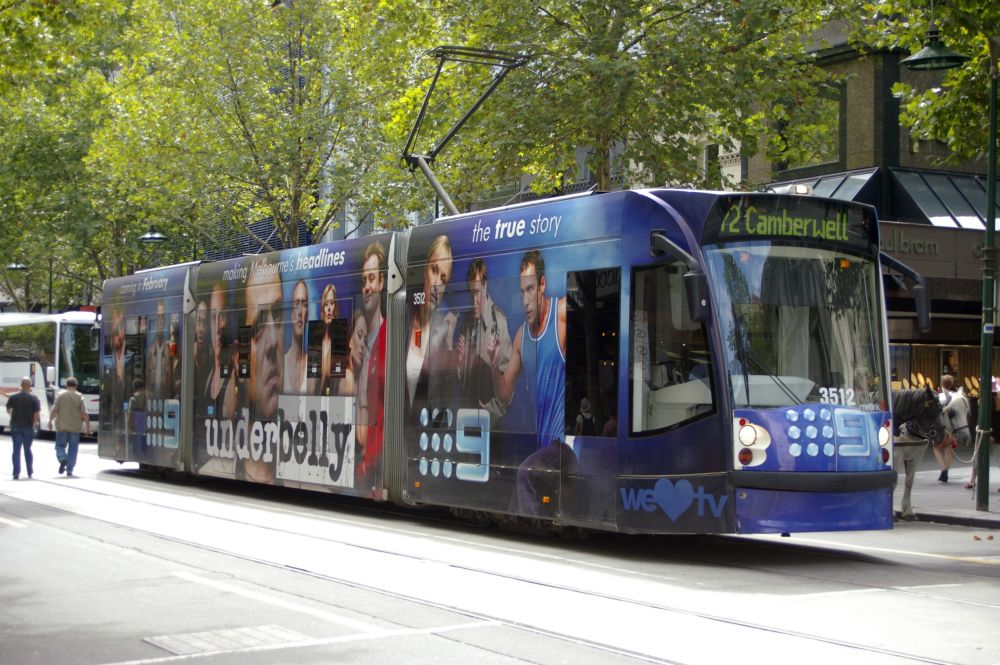
Werbung zur Serie auf einer Melbourner Straßenbahn im März 2008

Der Sender Nine Network investierte mehr als fünfzehn Millionen Dollar in Produktion und Promotion der Serie. Im Vorfeld der Serie wurde eine große Marketingkampagne gestartet an der das Radio, Werbetafeln und eine erhöhte Onlinepräsenz, einschließlich der Verwendung des Sozialen Netzwerkes, beteiligt waren. Als der CEO von Nine Network, David Gyngell, die Notwendigkeit die Onlinepräsenz zu erhöhen und die Sozialen Netzwerkes als wertvolles Marketinginstrument zu benutzen, bemerkte, wurde die offizielle Webseite ins Leben gerufen. Die originale Webseite wurde am 15. Januar 2008 mit lediglich einem dreiminütigen Trailer gestartet, während die vollständige Seite, mit weiteren Funktionen, erst am 1. Februar 2008 online ging. Es wurde angekündigt, dass die erste vollständige Episode auf der Webseite am 10. Februar 2008, also drei Tage vor der Serienpremiere im Fernsehen, zum Download angeboten wird, aber diese Option wurde wegen der einstweilige Verfügung des Obersten Gerichts in Victoria nie freigeschaltet. Dieses Vorhaben verfolgt eine ähnliche Strategie wie sie schon für den Start von Sea Patrol im Jahr 2007 angewendet wurde. Die Webseite war bereit mit Videos hinter den Kulissen, Charakterprofilen und der Verwendung von Social-Network-Funktionen, die größte und detaillierteste Website des Senders für eine derartige Serie bis dahin zu werden. Aufgrund der einstweiligen Verfügung wurde der Sender gezwungen die Charakterprofile von seiner offiziellen Webseite im Bundesstaat Victoria zu entfernen.

### Prequels
Das erste Prequel zur Serie, Underbelly: A Tale of Two Cities, dreht sich um den Marihuanahandel rund um die Stadt Griffith im Bundesstaat New South Wales. Die Serie folgt dem Leben der beiden späteren berüchtigten Drogenbarone „Aussie Bob“ Trimbole und Terry „Mr Asia“ Clark, jeweils gespielt von Roy Billing und Matthew Newton. Die Dreharbeiten fanden in Sydney und Melbourne bis März 2009 statt. Die Orte Richmond, Bondi Beach und Warwick Farm in Sydney stellten das Griffith in den 1970er Jahren dar. Die Drehbuchautoren Peter Gawler und Greg Haddrick räumten ein, dass es dort mehr Nacktheit und Sex als es im Original gibt. Das Prequel startete am 9. Februar 2009 mit 2,5 Millionen Zuschauer, was sie zum meistgesehenem nicht-sportlichen Programm in der Geschichte der australischen Einschaltquoten macht.
Das zweite Prequel Underbelly: The Golden Mile startete am 11. April 2010. Im Juni 2010, kündigte Nine Network eine Fernsehfilm-Trilogie unter dem Titel The Underbelly Files an. Die Titel der drei Fernsehfilme lauten Infiltration, The Man Who Got Away und Tell Them Lucifer Was Here. Des Weiteren haben im April 2011 die Dreharbeiten zum vierten Prequel Underbelly: Razor begonnen, das Ende 2011 ausgestrahlt werden soll.

## Besetzung und Synchronisation

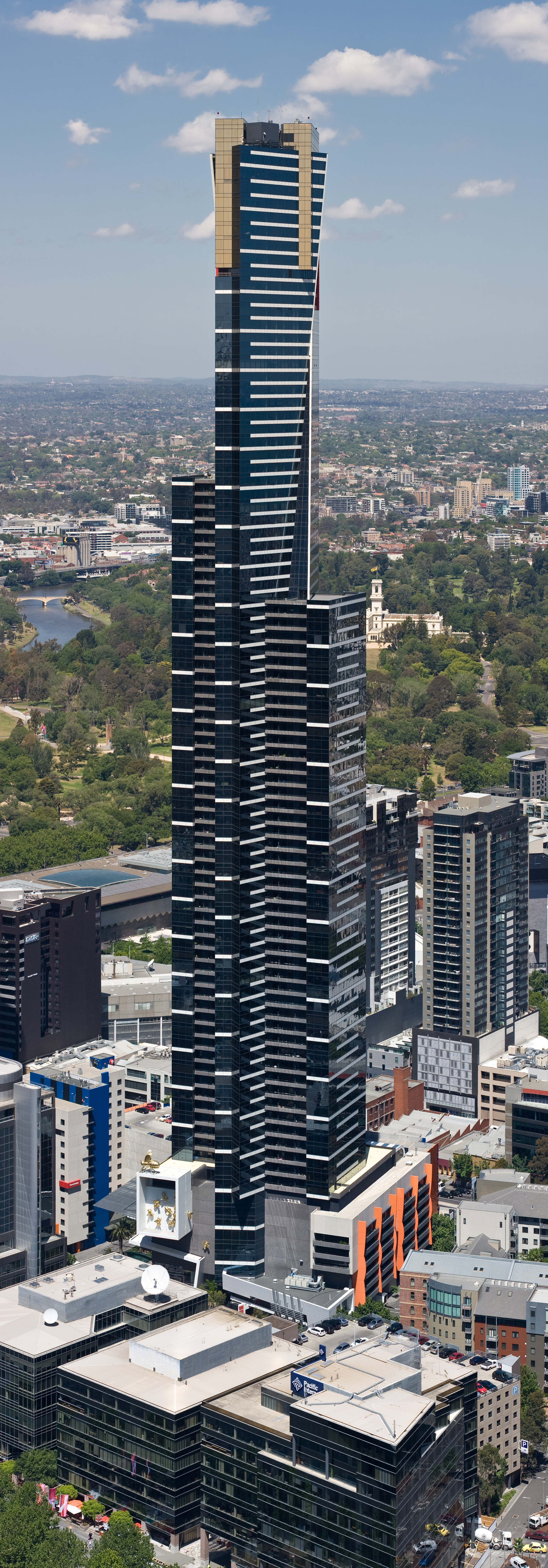
Der Eureka Tower ist in allen Episoden zu sehen, obwohl er erst 2006 fertig gestellt wurde

In der dreizehnteiligen Miniserie kamen insgesamt 53 Darsteller zum Einsatz, darunter lediglich vier Hauptdarsteller.

### Synchronisation
| Rollenname                               | Schauspieler          | Hauptrolle (Episoden) | Nebenrolle (Episoden) | Synchronsprecher          |
| ---------------------------------------- | --------------------- | --------------------- | --------------------- | ------------------------- |
| Detective Senior Sergeant Steve Owen     | Rodger Corser         | 1–13                  |                       | Viktor Neumann            |
| Senior Detective Jacqui James Erzählerin | Caroline Craig        | 1–13                  |                       | Ilona Otto                |
| Carl Williams                            | Gyton Grantley        | 1–13                  |                       | Marcel Collé              |
| Roberta Williams                         | Kat Stewart           | 1–13                  |                       | Debora Weigert            |
| Dino Dibra                               | Daniel Amalm          |                       | 4–6                   | Thomas Petruo             |
| Alphonse Gangitano                       | Vince Colosimo        |                       | 1–2                   |                           |
| Jason Moran                              | Les Hill              |                       | 1–5, 8–10             | Gerald Schaale            |
| Greg Workman                             | Lliam Amor            |                       | 1                     |                           |
| Sidney Martin                            | Nathaniel Dean        |                       | 3                     | Jan-David Rönfeldt        |
| Lawyer                                   | George Kapiniaris     |                       | 1, 2, 7               | Stefan Gossler            |
| Garry Butterworth                        | Frankie Holden        |                       | 1–13                  |                           |
| Todd McDonald                            | Neil Melville         |                       | 8–13                  | Rüdiger Evers             |
| Mario Condello                           | Martin Sacks          |                       | 1–6, 8–9, 11–13       | Hans-Jürgen Wolf          |
| Judy Moran                               | Caroline Gillmer      |                       | 2–3, 5, 9, 11         | Helga Sasse               |
| Lewis Caine                              | Marcus Graham         |                       | 6–8, 11–12            | Olaf Reichmann            |
| Nik „The Russian“ Radev                  | Don Hany              |                       | 4, 6–8                | Michael Iwannek           |
| Rocco Arico                              | Ryan Johnson          |                       | 4–6                   | Karlo Hackenberger        |
| Paul „PK“ Kallipolitis                   | Robert Rabiah         |                       | 6–7                   |                           |
| Graham „Munster“ Kinniburgh              | Gerard Kennedy        |                       | 1–3, 5, 8–9, 11       | Klaus Sonnenschein        |
| Mark Moran                               | Callan Mulvey         |                       | 1–5                   |                           |
| Andrew „Benji“ Veniamin                  | Damian Walshe-Howling |                       | 6–11                  | Michael Deffert           |
| Domenic „Mick“ Gatto                     | Simon Westaway        |                       | 1–6, 8–9, 11          | Erich Räuker              |
| Lewis Moran                              | Kevin Harrington      |                       | 1–6, 8–9, 11          | Jörg Hengstler            |
| Tony Mokbel                              | Robert Mammone        |                       | 2, 4–10               | Boris Tessmann            |
| Danielle McGuire                         | Madeleine West        |                       | 5–10                  | Claudia Urbschat-Mingues  |
| Tracey Seymour                           | Lauren Clair          |                       | 1–3                   | Heike Schroetter          |
| Victor „Mr. T“ Brincat                   | Alex Dimitriades      |                       | 7–10, 11–12           | Sebastian Christoph Jacob |
| Thomas „Mr. L“ Hentschel                 | Ian Bliss             |                       | 5–6, 8–10, 11–12      |                           |
| Richard „Mad“ Mladenich                  | Dan Wyllie            |                       | 4–5                   |                           |
| Tibor Cassadae                           | Brett Swain           |                       | 8, 11–13              | Detlef Bierstedt          |
| Susie Money                              | Jan Harber            |                       | 1–6, 9–10, 12–13      | Sonja Spuhl               |
| Keith „Mr. X“ Faure                      | Kim Gyngell           |                       | 13                    | Eberhard Prüter           |
| Zarah Garde Wilson                       | Kestie Morassi        |                       | 7-8, 11-13            |                           |

## Ausstrahlung
In Australien wurde die dreizehnteilige Miniserie vom 13. Februar 2008 bis zum 7. Mai 2008 auf Nine Network in allen Bundesstaaten außer Victoria gezeigt. In Victoria wurde am 14. September 2008 eine nachbearbeitete Fassung der Serie erstmals ausgestrahlt, nachdem die Verfügung teilweise aufgehoben wurde, wenngleich nur die ersten fünf Episoden zur Ausstrahlung kamen.
In Deutschland, Österreich und in der Schweiz startete die Serie auf dem Pay-TV-Sender FOX am 4. Februar und endete am 29. April 2009.

### International
Underbelly wird unter anderem auch in Neuseeland, den Niederlanden, Irland, den USA, Skandinavien, Frankreich und in Kanada gezeigt. Des Weiteren wird die Serie in Italien, dem Vereinigten Königreich, Portugal, Russland, Südafrika und in der Türkei auf dem dortigen Fox-Ableger ausgestrahlt.

## Episodenliste
| Nr. | Deutscher Titel                   | Originaltitel               | Erstausstrahlung Australien | Deutschsprachige Erstausstrahlung (D/A/CH) |
| --- | --------------------------------- | --------------------------- | --------------------------- | ------------------------------------------ |
| 1 | Der schwarze Prinz                | The Black Prince            | 13. Feb. 2008               | 4. Feb. 2009                               |
| Der Mafioso Alphonse Gangitano, auch bekannt als der „Schwarze Prinz“, ermordet eines Nachts auf einer Party den Kleinkriminellen Gre Workman. Gangitano schüchtert die Zeugen so ein, dass sie vor Gericht nicht gegen ihn aussagen, sodass er freigesprochen wird. |                                   |                             |                             |                                            |
| 2 | Der Zauberlehrling                | The Sorcerer’s Apprentice   | 13. Feb. 2008               | 11. Feb. 2009                              |
| Der Detective Steve Owen ist davon überzeugt, dass Jason Moran etwas mit dem Mord im Nachtclub zu tun hat. Irgendwie gelingt es ihm, Carl Williams die Aussage zu entlocken, dass er Jason zum Tatort gefahren und ihn dort auch wieder abgeholt hat. Derweil verfolgt Williams seinen Plan, sein eigenes kriminelles Imperium aufzubauen. |                                   |                             |                             |                                            |
| 3 | Ich bete noch                     | I Still Pray                | 20. Feb. 2008               | 18. Feb. 2009                              |
| Während die Moran-Brüder eine Tablettenpresse von einer Biker-Gang kaufen, legt sich Carl Williams heimlich einen Vorrat an und verbündet sich mit einem Rivalen der Morans, Tony Mokbel. Unterdessen überzeugt Detective James die Barkeeperin Tracey Seymour, gegen ihren Ex-Mann auszusagen, doch sie bezahlt dafür mit ihrem Leben. |                                   |                             |                             |                                            |
| 4 | Todsicher                         | Cocksure                    | 27. Feb. 2008               | 25. Feb. 2009                              |
| Durch Carls billige Medikamente ist die Unterwelt Melbournes in Aufruhr, denn keiner außer Carl kann sich erklären, woher die billigen Drogen so plötzlich herkommen. Drogendealer Dino Dibras Plan, Geld von den Morans und ihrer Rivalin Nik Redev zu erpressen, geht schief, da keiner Lösegeld für den entführten Dealer zahlen möchte. Mittlerweile überzeugt Detective Owen einen ausländischen Staatsangehörigen, gegen Jason auszusagen.                                  |                                   |                             |                             |                                            |
| 5 | Der Gute, der Böse, der Hässliche | The Good, The Bad, The Ugly | 5. März 2008                | 4. März 2009                               |
| Carl Williams möchte in Melbournes Unterwelt endlich allein bestimmen können, deshalb plant er, seinen Rivalen Mark Moran möglichst schnell aus dem Weg zu räumen. Zuerst beauftragt der den Drogendealer Dino mit dem Mord, doch er schickt Carl zu einem gewissen Mr. L. Während Marks Bruder Jason nun ahnungslos im Gefängnis sitzt, plant Carl zusammen mit Mr. L das perfekte Verbrechen.                                                                                   |                                   |                             |                             |                                            |
| 6 | Geliebter Killer                  | Luv U 4 Eva                 | 12. März 2008               | 11. März 2009                              |
| Marks und Jasons Vater Lewis Moran engagiert Andrew „Benji“ Veniamin, um den Mord an seinem Sohn Mark zu rächen. Die Carlton Crew glaubt zunächst Dino Dibra sei für Marks Tod verantwortlich. Doch dann beschuldigen sie Benji den Mord begangen zu haben, woraufhin er die Seiten wechselt und Carl Williams seine Dienste anbietet. |                                   |                             |                             |                                            |
| 7 | Drei weise Affen                  | Wise Monkeys                | 19. März 2008               | 18. März 2009                              |
| Carl wandert wegen Drogenmissbrauchs hinter Gittern, woraufhin seine Frau Roberta die Geschäft alleine weiterführen muss. Für sie ist es ein Leichtes, wäre da nicht der Rivale Paul Kallipolitis, der Geld von ihr erpresst. Dabei macht er einen großen Fehler und verrät seinen alten Freund Benji, der ihn daraufhin ermordet. |                                   |                             |                             |                                            |
| 8 | Zurück im Geschäft                | Earning A Crust             | 26. März 2008               | 25. März 2009                              |
| Der Kredithai Mario Condello steht unter finanziellem Druck, da mit Carl Williams die Drogenpreise drastisch gesunken sind. Unterdessen kommt Jason wieder auf Bewährung raus und flüchtet ins Exil nach London. Nik Radev wird von Benji und Mr. T, ein Freund den Carl im Gefängnis kennengelernt hatte, ermordet. Durch ein Abhörgerät in Williams’ Haus, erfährt Detective James die Identität von Benji.                                                                     |                                   |                             |                             |                                            |
| 9 | Kinderaugen                       | Suffer The Children         | 2. Apr. 2008                | 1. Apr. 2009                               |
| Kaum aus seinem Exil in London zurück hat Jason nur eines im Sinne, nämlich seinen Erzfeind Carl auszuschalten. Doch dieser hat derweilen andere Probleme, denn Benji steht unter polizeilicher Überwachung, sodass er gezwungen ist den Killern Mr. L und Mr. T den Auftrag zu erteilen Jason zu eliminieren. Dieser wird zusammen mit seinen Aufpassern in einem Stadtpark hingerichtet.                                                                                        |                                   |                             |                             |                                            |
| 10 | Verwanzt                          | Scratched                   | 16. Apr. 2008               | 8. Apr. 2009                               |
| Carl, der nun zum unangefochtenen König von Melbournes Unterwelt aufgestiegen ist, gibt einen Mord an Willie Thompson in Auftrag ohne zu wissen, dass er ein Freund von Tony Mokbel war. Tony beschuldigt einen weiteren Kleinkriminellen, Michael Marshall, und bittet Carl sich darum zu kümmern. Dieser schickt die beiden Killer Mr. L und Mr. T, die Michael auf offener Straße erschießen. Doch da die beiden unter Polizeiaufsicht stehen, werden sie sofort festgenommen. |                                   |                             |                             |                                            |
| 11 | Pure Barbarei                     | Barbarians At The Gate      | 23. Apr. 2008               | 15. Apr. 2009                              |
| Carl nutzt die Medien, um Detective Steve Own öffentlich der Korruption zu beschuldigen. Nach dem Mord an Graham Kinniburgh verdächtigt Gatto Benji. Carl verpflichtet sich, die Gewalt zu beenden, stellt aber Benjis Loyalität in Frage. Gatto ruft Benji an, um sich mit ihm zu treffen. Er ermordet ihn, was zu seiner Verhaftung führt. |                                   |                             |                             |                                            |
| 12 | Knapp vorbei                      | Best Laid Plans             | 30. Apr. 2008               | 22. Apr. 2009                              |
| Erfüllt nach dem Wunsch nach Rache über Benjis Tod, drängt Lewis Caine Carl dazu mit Mario Condello einen Vertrag zu vereinbaren. Unterdessen wurde Lewis Moran in einer überfüllten Bar niedergeschossen. Beim Treffen zwischen Caine und Condello wird Caine von einem vermeintlichen Komplizen brutal ermordet. |                                   |                             |                             |                                            |
| 13 | Team Purana                       | Team Purana                 | 7. Mai 2008                 | 27. Apr. 2009                              |
| Während Carl Williams plant das letzte Mitglied der Carlton Crew, Mario Condello, loszuwerden, überzeugen die Detectives Owen und James die inhaftierten Mr. L und Mr. T gegen Carl auszusagen. Damit haben sie nun endlich die Beweise, die sie benötigen, um ihn zu verhaften und damit den Krieg zu beenden. |                                   |                             |                             |                                            |

## Merchandise

Logo von Village Roadshow Limited, der die DVD zur Serie, veröffentlichte

Die DVD zur Serie wurde am 8. Mai 2008, einen Tag nach der Ausstrahlung der letzten Episode, von Village Roadshow Limited veröffentlicht. Aufgrund der gesetzlichen Vorgaben, konnte man die Serie weder im Einzelhandel noch im Verleih oder im Internet in Victoria erwerben. Roadshow Entertainment hat bestätigt, dass alle DVDs einen Aufkleber oder Stempel tragen, der die Käufer daran erinnert, dass die Serie nicht für den Verkauf, den Vertrieb oder die Ausstellung in Victoria geeignet ist. Juristische Experten sagten den Leuten in Victoria aber, dass sie die Box in anderen Bundesländern kaufen und sich diese zu Hause angucken dürfen. Im September 2008 wurde eine Limited-Edition-DVD, mit einem nummerierten Stahlgehäuse und eine zusätzliche CD mit dem Dokumentarfilm Carl Williams – A Day of Reckoning (deutsch: Carl Williams – Ein Tag der Abrechnung), veröffentlicht. Der Soundtrack zur Serie erschien am 29. März 2008, sowohl als CD als auch online. Die Blu-ray Disc zur Serie wurde am 5. August 2010 veröffentlicht.

## Rezeption
Michael Idato, ein Kritiker des Sydney Morning Heralds, beschreibt die Serie mit Bezug auf die 1995 ausgestrahlten ABC-Dramaserie Blue Murder, die von vielen als die besten Krimiserie, die jemals in Australien produziert wurde, bezeichnet wird, als „The Blue Murder seiner Zeit“. In einer Beurteilung in seinem Blog am 17. Januar 2008, erklärte David Knox, dass Underbelly „unsere eigenen Sopranos sind“, und verlieh ihr eine 4,5 von 5. Er kommentierte auch „Wenn es irgendwelche Beanstandungen mit Underbelly zu finden gibt, sind es wenige.“ In einer Beurteilung in der Herald Sun vom 18. Januar 2008 sprach Kritiker Paul Anderson seine australischen Leser direkt an: „Es ist egal ob Sie die Bandenkriege in Melbourn verfolgt haben oder nicht, die Chancen stehen gut, dass Sie von der kommenden Fernsehserie Underbelly hin und weg sein werden.“ In einem Artikel vom 31. Januar 2008, sagte der Daily-Telegraph-Redakteur Marcus Casey, nachdem er die ersten vier Episoden gesehen hatte, dass Underbelly „wenn sie die Qualität hält, dann sollte sie Australiens besten Krimiserien, Phoenix und Blue Murder, übertreffen können.“

### Einschaltquoten

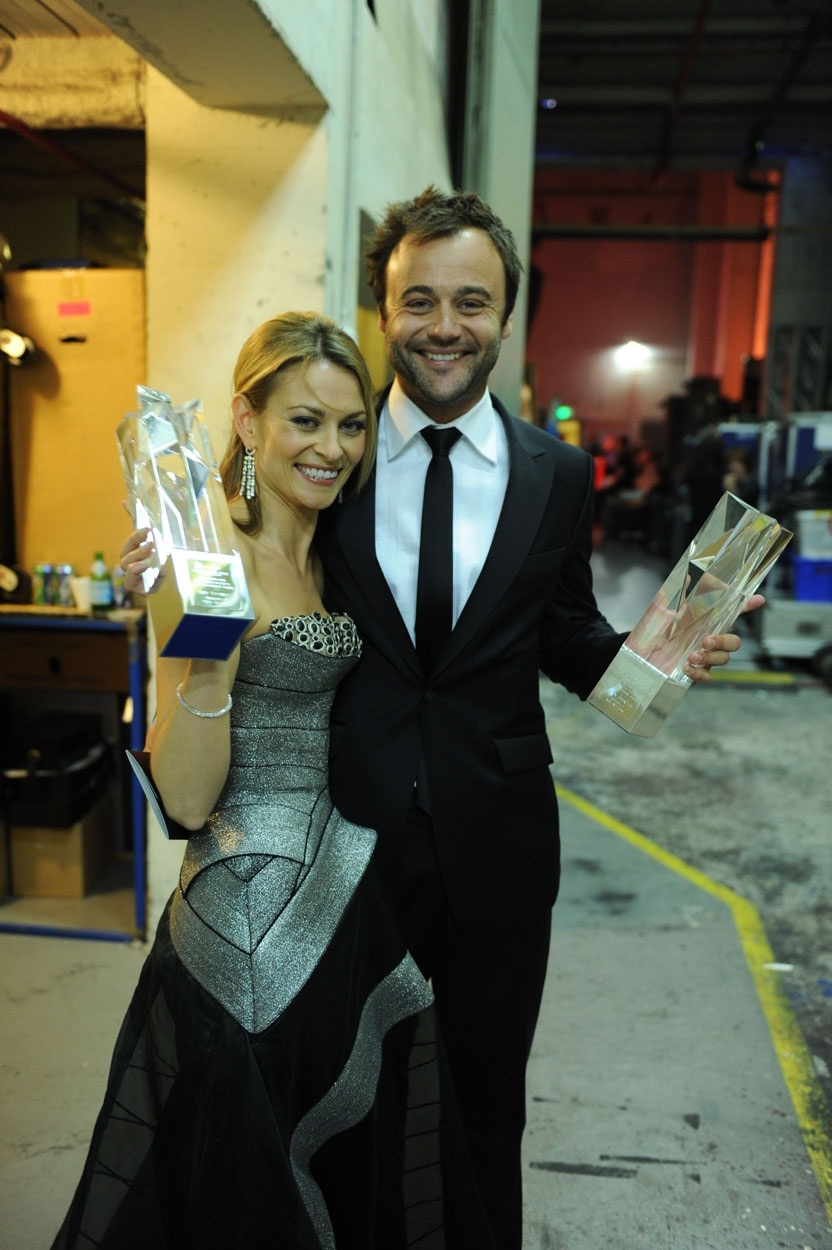
Kat Stewart und Gyton Grantley bei der Verleihung der AFI-Awards 2008

Die Doppelfolge zur Premiere, die am 13. Februar 2008 ausgestrahlt wurde, verfolgten durchschnittlich 1,32 Millionen Zuschauer bundesweit, ausgenommen Victoria. Es war damit die an diesem Abend dritthäufigste gesehene Sendung. Die dritte Episode, am 20. Februar 2008, wurde von 1,273 Millionen gesehen, was einen Verlust von nur zirka 50.000 Zuschauer ergibt. Der vierten Episode, am 27. Februar 2008, gelang es fast alle Zuschauer der vorherigen Episode zu halten und wurde von 1,25 Millionen gesehen. Im Durchschnitt verfolgten rund 1,26 Millionen Zuschauer die dreizehnteilige Miniserie.

### Preise und Nominierungen
Die Serie wurde 2008 für acht AFI Awards nominiert und gewann sechs. Sie gewann in den Kategorien: Beste Dramaserie, beste Regie (Peter Andrikidis, für Episode 7), bester Hauptdarsteller (Gyton Grantley), beste Hauptdarstellerin (Kat Stewart), bester Gast- oder Nebendarsteller (Damian Walshe-Howling, für Episode 7) und beste Gast- oder Nebendarstellerin (Madeleine West, ebenfalls für Episode 7). Nominiert wurde die Serie außerdem in den Kategorien: Bestes Drehbuch (Peter Gawler) und Bester Gast- oder Nebendarsteller (Vince Colosimo, für Episode 2). Bei den Screen Music Awards 2008 gewann der Komponist Burkhard von Dallwitz zwei Auszeichnungen für das beste Titellied und für die beste Musik in einer Fernsehserie.
Die Serie wurde auch für neun Logie Awards nominiert. Sie gewann in den Kategorien: Beste Dramaserie, Bester Hauptdarsteller in einer Dramaserie (Gyton Grantley) und Beste Hauptdarstellerin in einer Dramaserie (Kat Stewart). Nominiert war sie in den Kategorien: Bester Hauptdarsteller (Vince Colosimo und Damian Walshe-Howling), Beste Newcomerin (Lauren Clair), Beliebteste Dramaserie, Beliebtester Schauspieler (Gyton Grantley) und Beliebteste Schauspielerin (Kat Stewart).